# Sanche II (roi de Portugal)
Pour les articles homonymes, voir Sanche II et Le Pieux.
Sanche II de Portugal, dit le Pieux (8 septembre 1207, Coimbra - 4 janvier 1248, Tolède) est le quatrième roi de Portugal. Il monte sur le trône en 1223 et son frère, le futur roi Alphonse III de Portugal, lui succède officiellement après sa mort, en exil à Tolède, le 4 janvier 1248 .

## Jeunesse
Il est le fils du roi Alphonse II de Portugal et de la reine Urraque de Castille .
Il grandit, durant les premières années du règne d'Alphonse II, sous la tutelle de deux de ses vassaux, Martim Fernandes de Riba de Vizela et Estevainha Soares da Silva. Le premier a été officier du roi Sanche Ier jusqu'à sa mort avant d'être élevé au rang d'intendant par Alphonse II .
Une crise pour la succession au trône portugais éclate à partir du 27 mars 1211 . Certaines factions favorisent l'infant Pierre de Portugal, probablement en raison d'allégations selon lesquelles Alphonse II souffre de la lèpre . Bien qu'Alphonse II obtienne le trône, des tensions subsistent, certains nobles rejoignant Alphonse IX de León dans les conflits frontaliers et d'autres soutiennent les sœurs du roi dans des conflits concernant le testament de leur père .
Dès l'été 1222, le roi Alphonse II ne signe plus les décrets de sa main et le prince Sanche est encore trop jeune pour gouverner. Cela rend l'avenir du royaume incertain .

## Règne

### Début de règne etReconquista

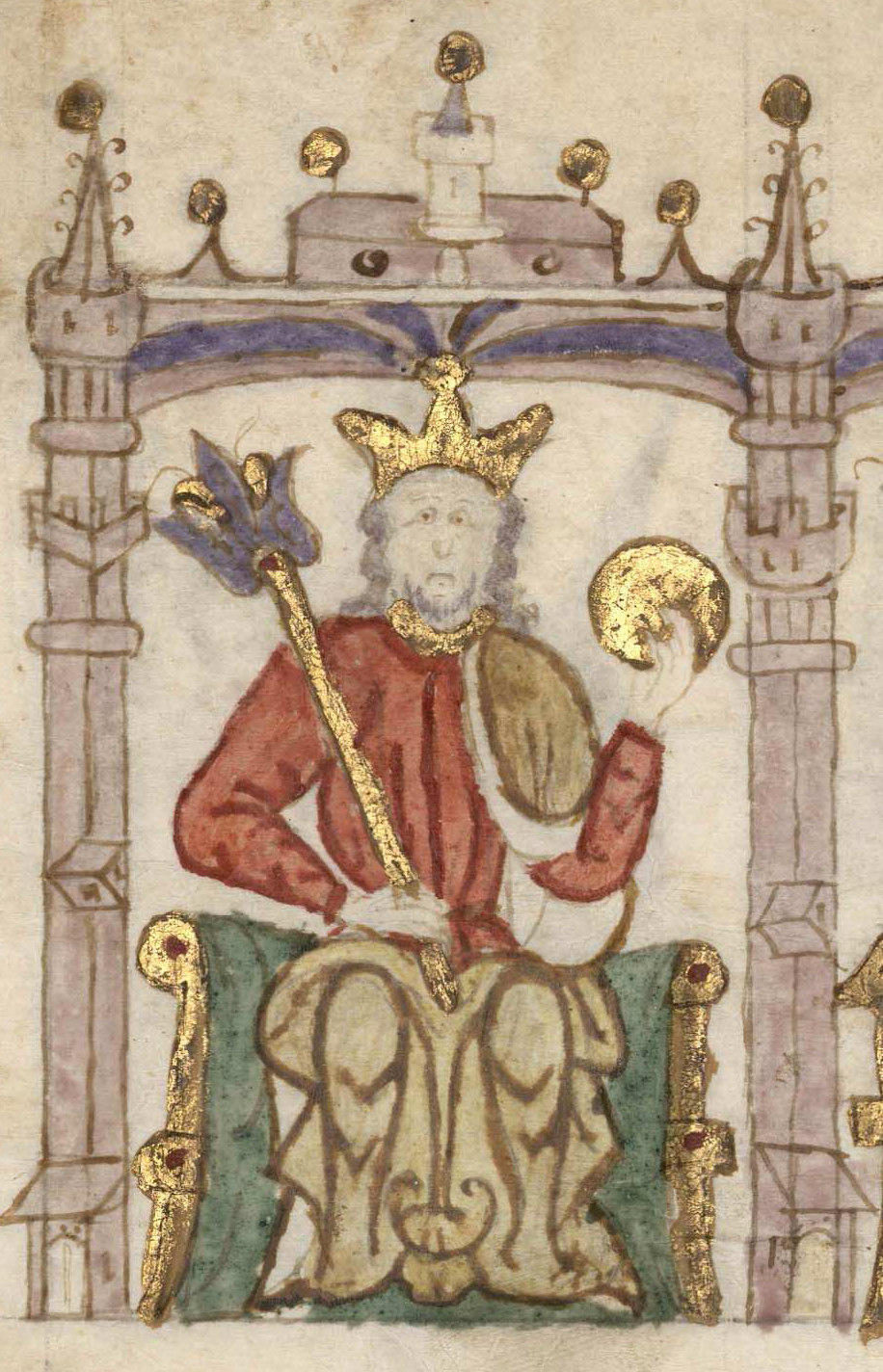
Le roi Sanche II de Portugal dans le manuscrit castillan Compendio de crónicas de reyes (...) (c. 1312-1325).

À la mort d'Alphonse II le 25 mars 1223 , le nouveau roi Sanche II n'a que 15 ans et est initialement guidé par l'archevêque de Braga .
Le pays traverse une profonde crise économique depuis le règne de son grand-père, Sanche Ier, qui s'explique par des mauvaises récoltes successives, l'inflation, des famines et des pillages en territoires ennemis .
Le roi poursuit la Reconquista portugaise contre les Maures en leur reprenant plusieurs villes de l'Alentejo et de l'Algarve avec l'aide des Ordres Militaires, dont l'Ordre de Santiago, qui reçoivent en échange des terres et châteaux dans plusieurs localités comme Aljustrel, Sesimbra, Aljafar de Pena, Mértola, Ayamonte ainsi que Tavira .
Au printemps 1226, Sanche II assiège Elvas pendant que les Léonais attaquent la ville voisine de Badajoz . En 1234, les Portugais conquièrent Aljustrel et Alvito ,. En 1235, la ville d'Arronches est capturée et le roi Sanche II fait don du château au monastère de Santa Cruz à Coimbra ,. Le château de Sesimbra est offert à l'Ordre de Santiago en 1236 . En 1238, Sanche II prend la ville portuaire d'Ayamonte et Paio Peres Correia conquiert Mértola, qui donne accès à la rive gauche du fleuve Guadiana , puis s'empare de Tavira en 1242 ,.

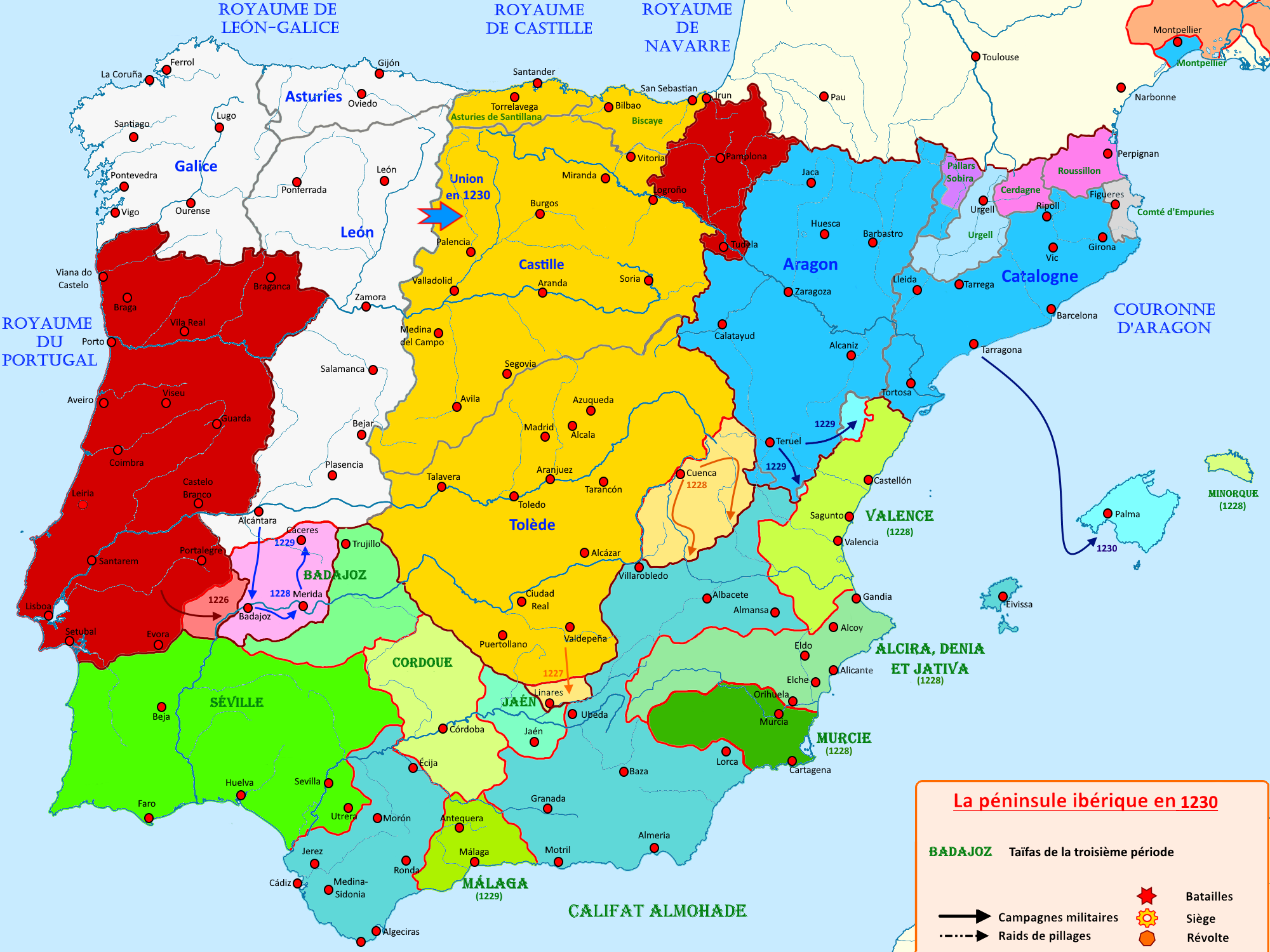
Le royaume du Portugal de 1224 à 1230.
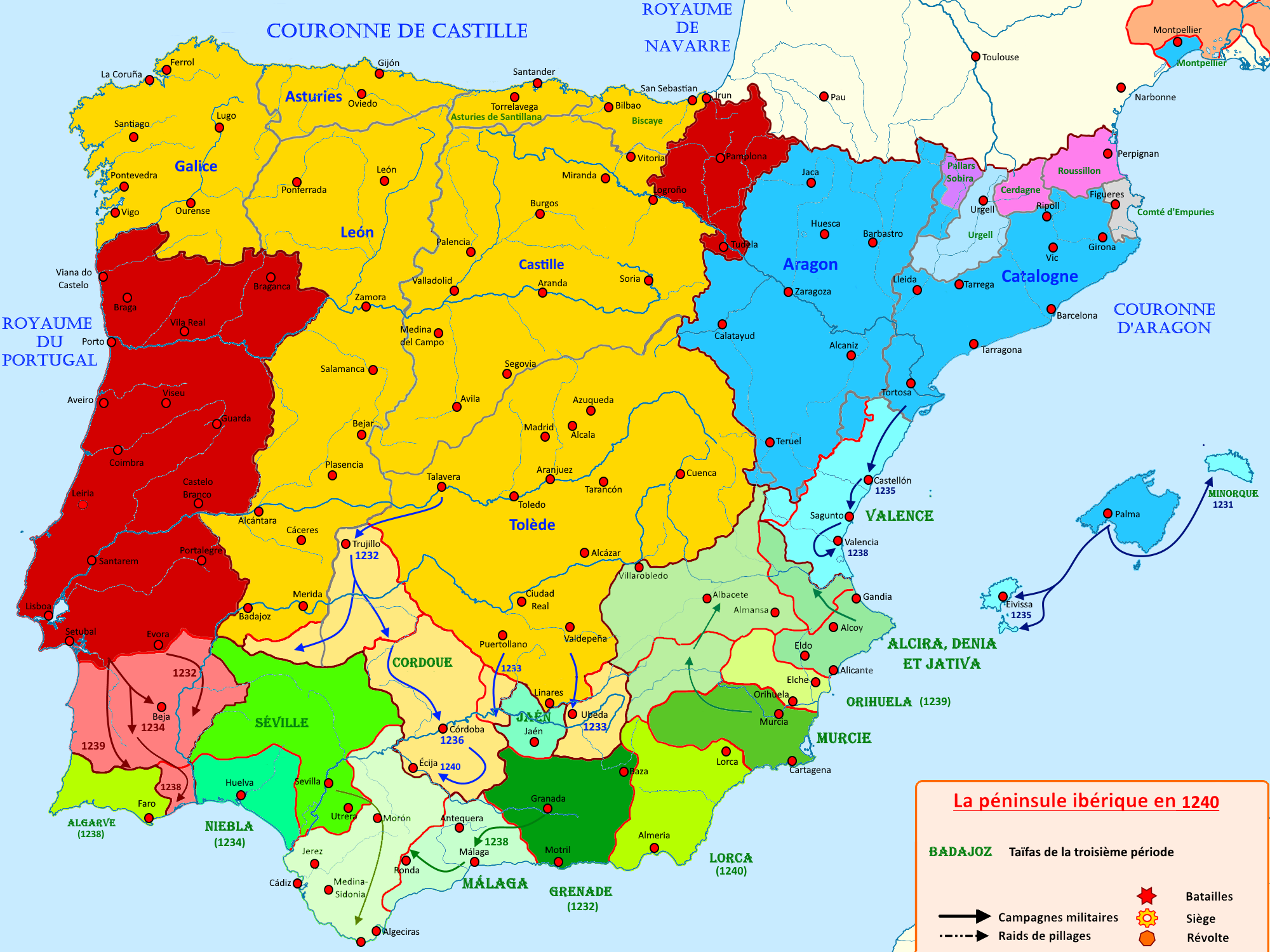
Le royaume du Portugal de 1230 à 1240.

### Conflit avec l'Église et fin de règne
Le légat pontifical Jean Halgren d'Abbeville tente d'apaiser des tensions persistantes entre la noblesse portugaise et l'Église, pendant que Sanche II préfère se concentrer sur ses campagnes militaires plutôt que sur les hostilités internes croissantes . En 1237, Sanche II est en conflit avec les évêques de Lisbonne, Guarda et Braga ,.
Le roi de Portugal décide d'épouser Mencia Lopez de Haro, une noble castillane. Cette union est documentée par la bulle pontificale Sua nobis du pape Innocent IV ,,. La date et le lieu du mariage sont incertains. Il n'apparaît pas dans l'ouvrage de Rodrigue de Tolède, achevé en mars 1243, mais la bulle papale le mentionne en 1245, suggérant qu'il doit être situé entre ces dates .
Le clergé portugais se soulève contre le mariage, non pas tant par opposition directe que par désir indirect d'embarrasser le roi afin de hâter sa chute . Leur mépris pour le roi provient de diverses injustices perçues, comme la révocation d'une concession au monastère de Bouço faite par Alphonse Ier de Portugal et confirmée par Alphonse II ,.
L'archevêque de Porto se plaint formellement au pape Innocent IV qui adresse une bulle à Alphonse de Portugal, frère du roi, dans laquelle il lui demande de lever des troupes à Boulogne pour aider l'Église. Il semble qu'il s'agisse d'un prétexte pour permettre à Alphonse de faire venir des hommes armés à Lisbonne .
Le comte de Boulogne est l'héritier du trône portugais en l'absence d'enfant entre Sanche II et la reine Mencia Lopez de Haro. Alphonse porte l'affaire d'une consanguinité du couple royal au pape, qui publie une bulle dénonçant l'état du royaume de Portugal et, appuyé par les plaintes des évêques portugais, menace de prendre des « mesures appropriées » si Sanche II refuse de répudier sa femme ,.
En février 1245, le pape Innocent IV, encouragé par Alphonse, comte de Boulogne, déclare nul le mariage de Sanche II de Portugal avec Mencia Lopez de Haro et, un mois plus tard, publie la bulle « Inter alia desiderabilia ». Le 24 juillet de la même année, la bulle « Grandi non immerito » déclare Sanche II « rex inutilis » (roi inutile) , et transfère l'administration du Portugal au comte Alphonse de Boulogne, ce qui conduit à la guerre civile .
Début janvier 1246 , suite à son débarquement au Portugal, le comte Alphonse de Boulogne assiège Coimbra et capture la reine Mencia Lopez de Haro à l'été 1246, qu'il emprisonne dans la forteresse d'Ourém ,. Cependant, la capitale du royaume résiste et Alphonse décide d'attaquer Leiria, le 2 avril 1246, qui est prise malgré une résistance des défenseurs ,.
Le 13 janvier 1247, Sanche II de Portugal, accompagné de forces castillanes commandées par l'Infant Alphonse de Castille et Diego López de Haro , tente de contre-attaquer à Leiria ,. Ses troupes causent plus de deux cents morts parmi les forces du comte de Boulogne  mais ne parviennent pas à reprendre la ville .
Après leur défaite à Leiria, les forces de Sanche II et d'Alphonse de Castille entament leur retraite vers le royaume de León. Sur le chemin du retour, elles s'approchent du château de Trancoso, où nombre de leurs adversaires sont emprisonnés .

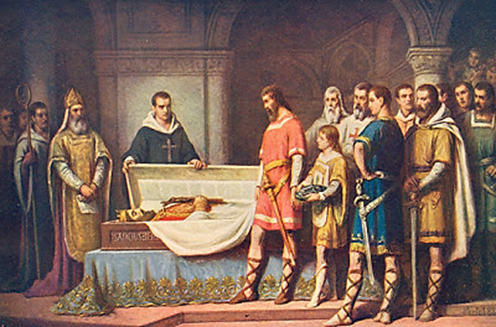
Martim de Freitas vérifiant la mort du roi Sanche II de Portugal.

Trouvant toute résistance impossible, l'Infant Alphonse de Castille quitte le Portugal, et Sanche II s'enfuit en exil à Tolède, en Castille, où il meurt le 4 janvier 1248 ,,.
Martim de Freitas, gouverneur de Coimbra, conserve le contrôle de la capitale portugaise au nom du roi Sanche II et n'accepte de capituler qu'après s'être rendu à Tolède pour vérifier le corps de son maître dans le cercueil .
Jusqu'au décès de Sanche II, son frère utilise le titre de Visitador, Curador e Defensor do Reino (Gardien, Conservateur et Défenseur du Royaume) avant de lui succéder officiellement sur le trône portugais sous le nom d'Alphonse III .

## Union
Sanche II épouse Mencia Lopez de Haro, une noble de Castille fille de Lopez de Haro et de Dona Urraca, elle-même fille illégitime du roi Alphonse IX de León, mais le couple n'a pas d'enfants légitimes .

## Titre complet
Roi de Portugal par la grâce de Dieu